# Скрипка Василь Микитович
Скрипка Василь Микитович (16 квітня 1930, село Базавлук, Апостолівський район Дніпропетровська область — 20 вересня 1997, Кривий Ріг) — учасник дисидентського руху, український учений-фольклорист, літературознавець, кандидат філологічних наук, педагог, професор, громадсько-культурний діяч.

## Біографія
Родом Василь Скрипка із південного Криворіжжя — села Базавлук — прадавніх козацьких земель, де колись народилася козацька вольниця, унікальне явище в світовій історії — Запорозька Січ. У малому віці Василя сім’я перебралися південніше в степи, у поруйноване розкуркуленням село Подидар. До школи ходив у сусідні більші села (Нива Трудова та ін.).
1950 року закінчив середню школу № 33  м. Апостолове Дніпропетровської області.
1950 —1955  — навчання на філологічному факультеті (спец. «українська мова та література») Дніпропетровського державного університету. Закінчив з відзнакою; склав іспити до аспірантури кафедри української літератури, але через відмову вступати в КПРС, не був прийнятий. Ще й пальцем показав на одного недолугого колегу: «Не хочу бути з ним в одній партії». І круглому відмінникові з усіх предметів поставили «трійки». 
1955 —1956  — працював штатним кореспондентом на Дніпропетровському обласному радіо.
1956 —1958  — викладав українську мову й літературу в середній школі № 36 м. Дніпропетровська.
1958 —1962  — навчання в аспірантурі Інституту мистецтвознавства, фольклору та етнографії АН УРСР (спеціальність – слов’янська фольклористика, спеціалізація – чеський фольклор). За період навчання в аспірантурі їздив у фольклорні експедиції по Україні, керував фольклорною практикою студентів Київського університету імені Тараса Шевченка.
1962 року одружився з учителькою молодших класів Галиною Сергіївною Корабльовою.
1962 —1972  — працював молодшим, згодом старшим науковим співробітником відділу славістики в Інституті мистецтвознавства, фольклору та етнографії АН УРСР.
21.12.1965 року захистив дисертацію «Українські, чеські й словацькі ліричні пісні в їх взаємозв’язках» на здобуття наукового ступеня кандидата філологічних наук в Інституті мистецтвознавства, фольклору та етнографії імені Максима Рильського АН Української РСР. 1970 року на основі дисертації видано монографію.
1968 року, ще до «Празької весни», брав участь у VI Міжнародному з'їзді славістів у Празі, де до нього були приставлені наглядачі.
1967 року був запрошений з Академії Наук до приймальної комісії Київського держуніверситету імені Тараса Шевченка. Всупереч настановам, поставив «п'ятірку» колишньому політв'язневі Анатолію Лупиносу і «двійку» — недолугому синові комуніста. До ЦК КПУ надійшов відповідний донос .
27.06.1969 року склав письмовий звіт як голова державної екзаменаційної комісії Кримського педінституту. У VIII його розділі йшлося про плачевне становище української мови на філологічному факультеті. Цей розділ був опублікований у ч. 6 «Українського вісника» (березень 1972 року). У ч. 4 і 5 «Українського вісника» (1972 рік) були повідомлення, що 4.12.1970 праця Василя Скрипки: «Стильові особливості козацьких, чумацьких та рекрутських пісень» була піддана критиці на вченій раді Інституту мистецтвознавства, фольклору та етнографії імені Максима Рильського АН Української РСР за «ідейно-теоретичні та методологічні помилки», за «некритичне ставлення» до Миколи Костомарова та Михайла Драгоманова.
15.12.1970 вчена рада винесла постанову про невідповідність Скрипки посаді наукового співробітника і перевела його на посаду бібліографа (1970 —1972), хоча він мав десятки публікацій у журналах України і Чехословаччини.
1972 року Скрипка написав трактат «Пісні гідропонним способом» (150 сторінок машинопису), де дослідив псевдонародні підробки у фольклорі. В силу обставин, обумовлених тоталітарною системою опублікувати його не вдалося. Трактат дав прочитати Василеві Стусу та Євгенові Сверстюку. Стус відповів прихильним листом і дав конкретні поради.
Після арештів шістдесятників почалася «чистка» академічних інститутів. Постановою Бюро Президії АН УРСР від 31.07.1972 р. № 294 «Про дальше вдосконалення тематичної спрямованості науково-дослідної роботи, структури та кадрового складу установ Секції суспільних наук АН УРСР» багатьох працівників наукових установ, у тому числі Скрипку, було звільнено.
1973 —1976 — бібліотекар, старший редактор Державної республіканської бібліотеки УРСР імені КПРС.
Скрипка зустрічався з Олексою Тихим, який 1976 року дав йому на зберігання машинопис свого «Словника невідповідних нормам української літературної мови слів (чужі слова, спотворені слова, кальки і т. ін.)». Виданий він 2009 р. під назвою «Словник мовних покручів».
1976 —1982 — старший редактор українського відділення «Союзобліквидав».
1982 —1983 — старший викладач кафедри мовознавства та методики викладання в початкових класах Житомирського педагогічного інституту.
1983 —1986 — викладач української мови та літератури київських загальноосвітніх шкіл № 66, № 238.
З 1986 — доцент, згодом на посаді професора (1991 — 1997) кафедри української літератури Криворізького державного педагогічного інституту.
На Європейському симпозіумі «Фольклор і сучасний світ» (Київ, 1990) С. залучив до наукового аналізу пісні про Соловки, про колгоспи, про радянське начальство. На запрошення Альбертського університету (Канада, 1991) провів кілька семінарів з етнології та літературознавства. Далі досліджував усну народну творчість, збирав свідчення про голодомор та політичні репресії. Зокрема, 30.01 — 1.02 1990 року записав автобіографічну розповідь Оксани Мешко (вийшла друком у 2 — 7 числах журналу «Кур'єр Кривбасу» 1994 року та окремим виданням 1996 року)
Активно працював на духовне відродження українського народу. 1994 — 1997 — голова Криворізького міського товариства «Просвіта» імені  Тараса Шевченка. 1994 — висувався кандидатом у народні депутати до Верховної Ради України.
Науковий доробок професора  —  понад 100 праць. Досліджував проблеми теорії та історії слов'янського фольклору, "шліфування" в радянській усній народній творчості; збирав і вивчав народні твори про голодомор.  В останні роки досліджував творчість та долі Трохима Зіньківського, Івана Багряного, Михайла Пронченка, Василя Барки, Тодося Осьмачки.
Постановою Бюро Президії НАН України № 281-Б від 26.12.1994 р. постанову 1972 р. було скасовано. Тоді 20.03.1995 С. подав заяву до Інституту мистецтвознавства, фольклору та етнографії імені Максима Рильського, на яку дістав відповідь: «…дирекція Інституту вважає, що звільнення Вас за скороченням штату працівників було зумовлене політичними міркуваннями і не пов'язане з Вашою кваліфікацією як науковця-фольклориста». Йому запропонували відновитися на роботі в Інституті. Однак Василь не полишив Кривий Ріг.
Помер 20.09.1997. Похований у с. Нива Трудова Апостолівського району Дніпропетровської області, неподалік від місця народження. Залишив трьох синів — Максима 1964, Олеся 1966, Романа 1981 р. н.

## Цікаві факти
- 2007 року відкрито меморіальну дошку (фасад гуманітарного корпусу Криворізького державного педагогічного університету) з написом: «Скрипка Василь Микитович. 16.04.1930 — 20.09.1997. Відомий український фольклорист, педагог та громадський діяч. У Криворізькому педагогічному університеті працював з 1986 по 1997 роки».

- Під час декомунізації на честь Василя Скрипки було названо вулицю в м. Кривий Ріг (Покровський район), колишня вул. Галана. Перейменовано розпорядженням голови ОДА від 19 травня 2016 року № Р-223/0/3-16 [15].

## Основні праці
- Скрипка В. М. Українські, чеські та словацькі народні ліричні пісні в їх взаємозв’язках : дис. на здобуття наук. ступеня кандидата філологічних наук : спец. 10.01.00 – Літературознавство / Академія наук УРСР. Відділення літератури, мови та мистецтвознавства. – Київ, 1965. – 265 с.
- Скрипка В. Чеська пісня в дослідженнях російських та українських славістів ХІХ – початку ХХ ст. // Міжслов’янські фольклористичні взаємини : зб. наук. праць / АН Української РСР, Ін-т мистецтвознавства, фольклору та етнографії ; відп. ред. М. І. Кравцов. – Київ, 1963.
- Скрипка В. Чеські, словацькі та українські пісні про солдатчину // Славістичний збірник / АН Української РСР, Український комітет славістів ; відп. ред. І. К. Білодід. – Київ, 1963. – С. 374–387.
- Скрипка В. М. Взаємовідношення жанрів народної пісні (на матеріалі українського, чеського та словацького фольклору) // Слов’янське літературознавство і фольклористика : зб. наук. праць / АН УРСР ; відп. ред. Г. Д. Вервес. – Київ, 1965. – Вип. 1. – С. 129–143.
- Скрипка В. (співавт.) Історико-типологічні і генетичні зв’язки в епічній пісенній творчості слов’ян (XVII – XIX ст.) : доповіді на VI Міжнар. з’їзді славістів, м. Прага, серпень 1968 року / М. Гайдай, Н. Шумада, В. Скрипка, В. Юзвенко. – Київ : Наукова думка, 1968.
- Скрипка В. М. (упоряд.) Українські народні пісні в записах Михайла Стельмаха / вступ. ст., упоряд. Василя Микитовича Скрипки. – Київ : Музична Україна, 1969. – 118 с. – (Українські народні пісні в записах письменників).
- Скрипка В. М. Українська, чеська та словацька народна лірика: історико-порівняльне дослідження : монографія / відп. ред. В. А. Юзвенко. – Київ : Наук. думка, 1970. – 227 с.
- Скрипка В. (співавт.) Визвольний рух слов'ян у народній пісенній творчості (XVII – XIX ст.) : кол. монографія / В. Юзвенко, Н. Шумада, В. Скрипка  [та ін.]. – Київ : Наук. думка, 1971. – 264 с.
- Скрипка В. Народна пісня і суспільна свідомість // Європейський симпозіум «Фольклор і сучасний світ» =  European symposium «Folklore and the contemporary world» : тези доповідей, м. Київ, 23–27 травня 1990 року. – Київ, 1990.